# Élections générales bosniennes de 2018

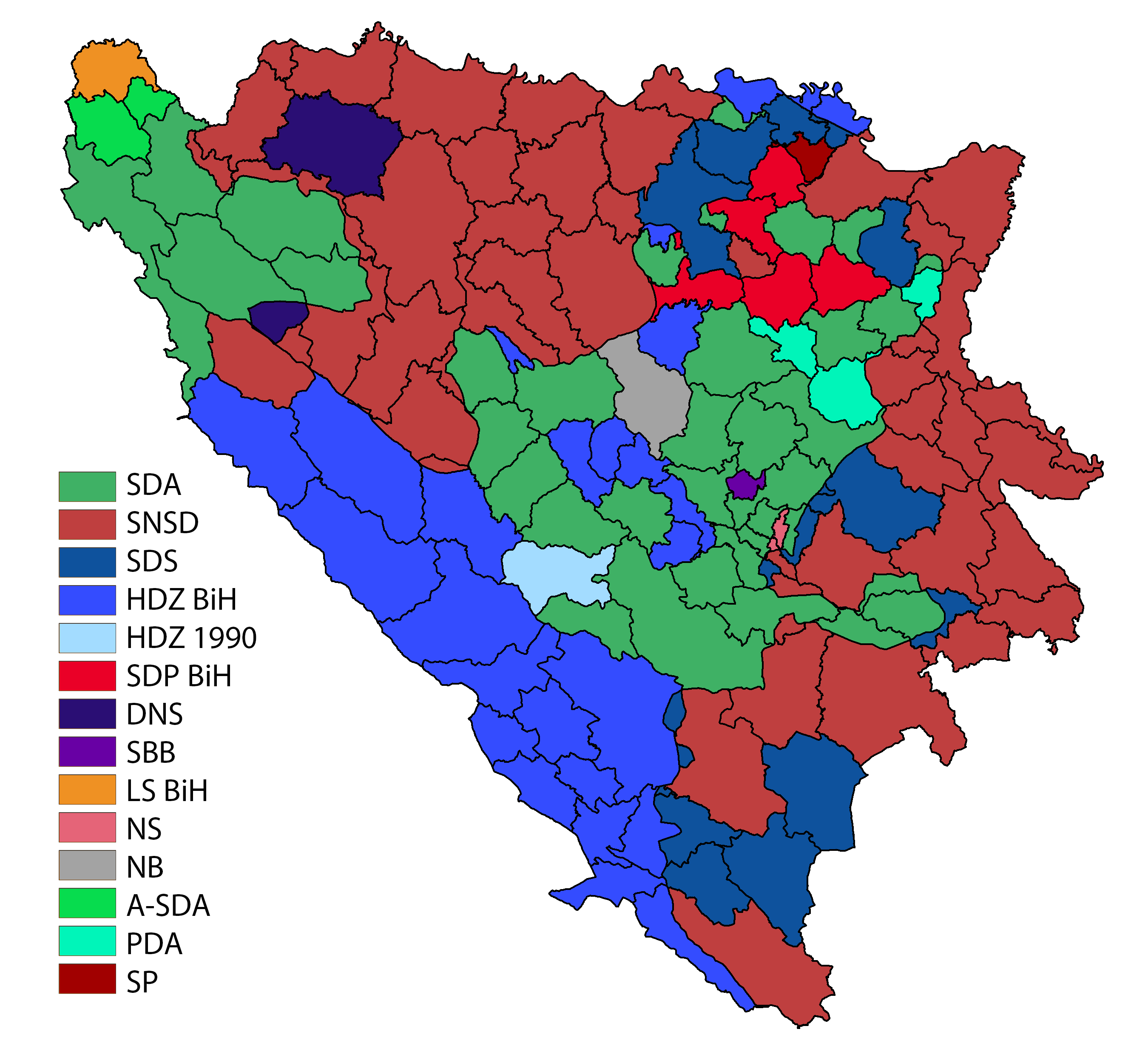
Résultats des élections du 7 octobre 2018 par municipalité

Les élections générales bosniennes de 2018 se sont tenues le 7 octobre 2018. Elles regroupaient :
- Au niveau national :
  - les élections présidentielles pour élire les trois présidents, un pour chaque communauté (Croates, Bosniaques et Serbes).
  - les élections législatives pour élire 42 représentants à la Chambre des représentants.
- Au niveau local :
  - les élections législatives du parlement de la fédération de Bosnie-et-Herzégovine et les législatives de celui de la république serbe de Bosnie.
  - l'élection présidentielle en république serbe de Bosnie. Le président de la fédération de Bosnie-et-Herzégovine est quant à lui nommé par le parlement de l'entité.
  - les élections des assemblées cantonales des dix cantons de la fédération de Bosnie-et-Herzégovine. La république serbe de Bosnie n'est pour sa part pas divisée en cantons.